# Skórkotrzęsak ciernisty

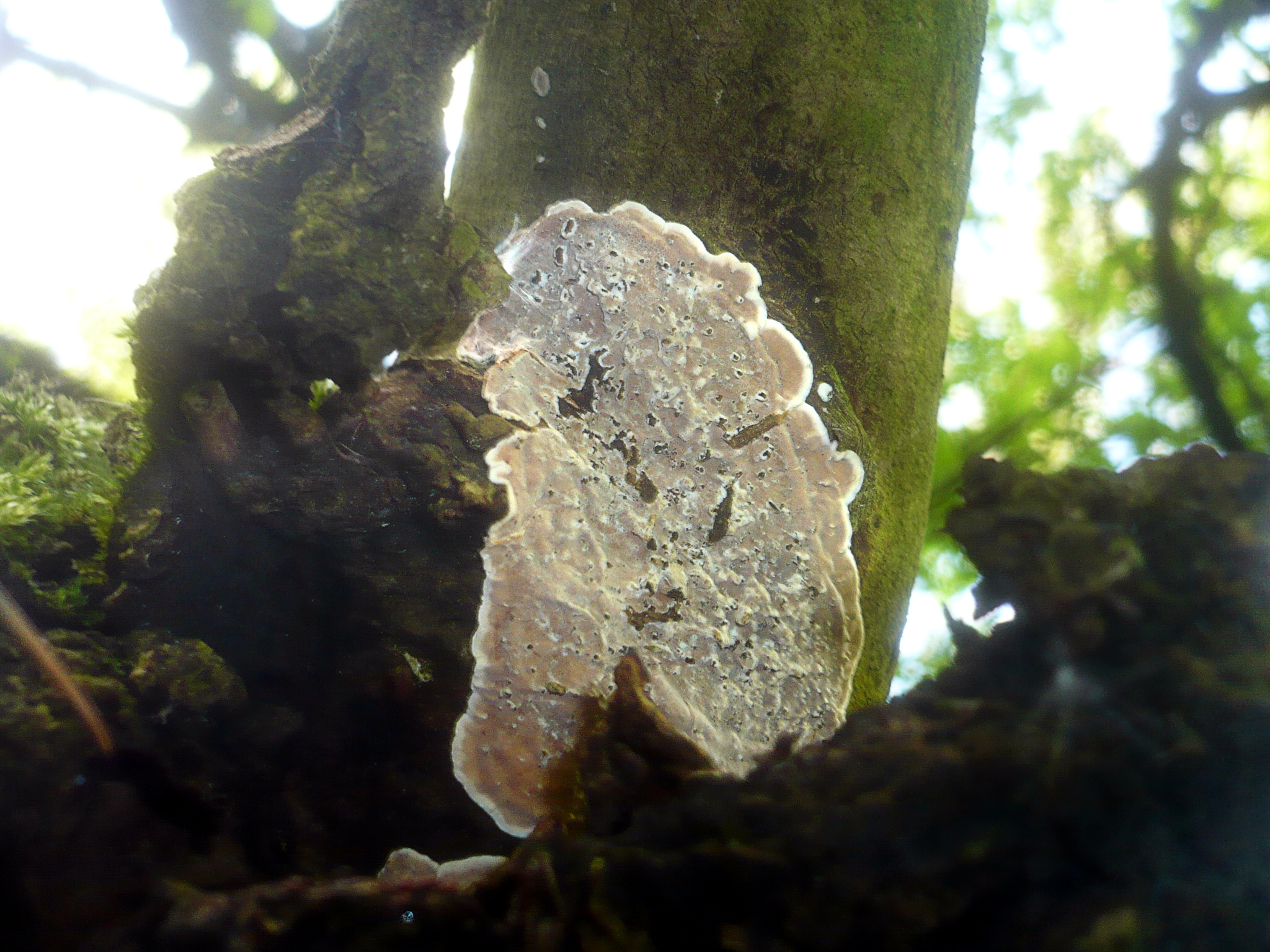

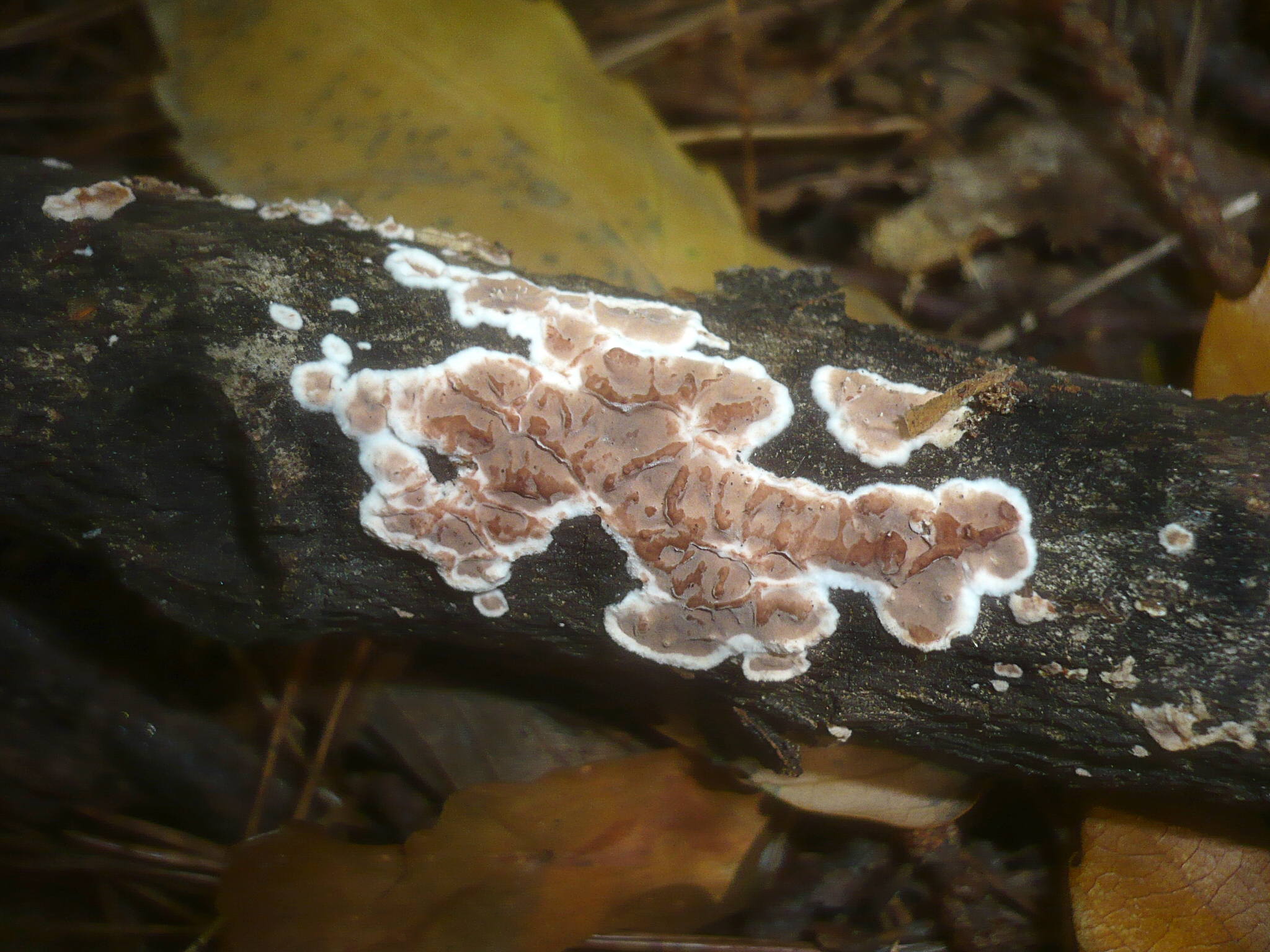

Skórkotrzęsak ciernisty (Heteroradulum deglubens (Berk. & Broome) Spirin & Malysheva) – gatunek grzybów z rzędu uszakowców (Auriculariales).

## Systematyka i nazewnictwo
Pozycja w klasyfikacji według Index Fungorum: Heteroradulum, Auriculariaceae, Auriculariales, Auriculariomycetidae, Agaricomycetes, Agaricomycotina, Basidiomycota, Fungi.
Po raz pierwszy zdiagnozowali go w 1875 r. Miles Joseph Berkeley i Christopher Edmund Broome nadając mu nazwę Radulum deglubens. Obecną, uznaną przez Index Fungorum nazwę nadali mu Spirin & Malysheva w 2017 r.
Synonimy:
- Eichleriella deglubens (Berk. & Broome) Lloyd 1913
- Radulum deglubens Berk. & Broome 1875

Nazwę polską zaproponował w 2003 r. Władysław Wojewoda, w 1977 r. ten sam autor opisywał ten gatunek jako eichleriella ciernista. Po przeniesieniu do rodzaju Heteroradulum obydwie polskie nazwy stały się niespójne z nazwą naukową.

## Morfologia
Owocnik
Jednoroczny, rozpostarty lub rozpostarto-odgięty, czasami w kształcie kubka, skórzasty. Górna powierzchnia początkowo kutnerowata lub omszona, potem naga, strefowana, żółtawobrązowa. Powierzchnia hymenialna zazwyczaj kolczasta, o kolcach pojedynczych lub złożonych i barwie brązowej, często z różowym odcieniem.
Cechy mikroskopowe
System strzępkowy monomityczny. Strzępki ze sprzążkami, o średnicy 2–3 μm, w warstwie podstawowej brązowe, poza tym hialinowe. Występują szkliste dendrohyfidy. Probazydium gruszkowate, o rozmiarach 19–21 × 8–9 μm. Metabasidium podzielone podłużną przegrodą. Bazydiospory cylindryczne, zakrzywione, szkliste, gładkie, cienkościenne, nieamyloidalne, o rozmiarach (13–)16–21 × (6–)7–9 μm inne źródła podają rozmiar 12–18 × 6–7 μm.

## Występowanie
Występuje w USA. Kanadzie i w Europie. W Polsce gatunek rzadki, do 2003 r. podano tylko 2 stanowiska: w Dolinie Białego w Tatrzańskim Parku Narodowym i w Białowieskim Parku Narodowym. Znajduje się na Czerwonej liście roślin i grzybów Polski. Ma status E – gatunek wymierający.
Saprotrof. Występuje w lasach na martwym drewnie, W Polsce notowany na drewnie świerka pospolitego, w innych krajach na drewnie wierzby i topoli.